# Drosnay
Drosnay je francouzská obec v departementu Marne v regionu Grand Est. V roce 2012 zde žilo 189 obyvatel.

## Sousední obce
Brandonvillers, Gigny-Bussy, Margerie-Hancourt, Outines, Saint-Remy-en-Bouzemont-Saint-Genest-et-Isson

## Vývoj počtu obyvatel
Počet obyvatel